# Nopalera (estación)
Nopalera es una de las estaciones que forman parte del Metro de la Ciudad de México, perteneciente a la Línea 12. Se ubica al oriente de la Ciudad de México, en la alcaldía Tláhuac.

## Información general
Su nombre hace alusión a la zona en donde originalmente se localizaban terrenos utilizados por granjas de la Hacienda de San Nicolás Tolentino, las cuales estaban cubiertas de nopal dando el nombre primero a la colonia y a su vez esta a la estación. El logotipo representa un nopal y su fruto xoconostle.

## Incidencias
La estación se mantuvo fuera de servicio desde el 12 de marzo de 2014 hasta el 29 de noviembre de 2015, debido a trabajos de mantenimiento mayor que se realizaron entre estas fechas.
La estación estuvo fuera de servicio desde el 20 de septiembre de 2017 debido a trabajos de mantenimiento preventivo que se realizaron desde la fecha mencionada, lo anterior fue a causa del terremoto con epicentro en Puebla ocurrido el 19 de septiembre de 2017. Todas las estaciones de la línea 12 fueron reabiertas el lunes 30 de octubre del mismo año.
Nuevamente la estación permaneció cerrada desde el 4 de mayo de 2021 por seguridad, debido a un desplome que ocurrió en la interestación Tezonco-Olivos con dirección a Tláhuac y que dejara un saldo de 27 fallecidos y 80 heridos.Volviendo a operar con normalidad el 30 de enero de 2024.

## Afluencia
La siguiente tabla muestra la afluencia de la estación en los últimos 10 años:
| Afluencia Anual de Pasajeros | Afluencia Anual de Pasajeros | Afluencia Anual de Pasajeros | Afluencia Anual de Pasajeros | Afluencia Anual de Pasajeros | Afluencia Anual de Pasajeros |
| ---------------------------- | ---------------------------- | ---------------------------- | ---------------------------- | ---------------------------- | ---------------------------- |
| Año                          | Afluencia                    | A Diario                     | Ranking                      | Incremento                   | Ref.                         |
| 2023                         | 0                            | 0                            | X                            | X                            | [ 9 ]                        |
| 2022                         | 0                            | 0                            | X                            | -100.00%                     | [ 9 ]                        |
| 2021                         | 1,619,653                    | 4,437                        | 152°/195                     | -70.12%                      | [ 10 ]                       |
| 2020                         | 5,420,824                    | 14,810                       | 52°/195                      | -33.97%                      | [ 11 ]                       |
| 2019                         | 8,209,571                    | 22,491                       | 71°/195                      | +11.44%                      | [ 12 ]                       |
| 2018                         | 7,366,927                    | 20,183                       | 89°/195                      | +20.80%                      | [ 13 ]                       |
| 2017                         | 6,098,309                    | 16,707                       | 109°/195                     | +3.56%                       | [ 14 ]                       |
| 2016                         | 5,888,690                    | 16,089                       | 112°/195                     | +1,295.16%                   | [ 15 ]                       |
| 2015                         | 422,079                      | 1,156                        | 191°/195                     | -59.59%                      | [ 16 ]                       |
| 2014                         | 1,044,607                    | 2,861                        | 187°/195                     | -92.43%                      | [ 17 ]                       |

## Conectividad

### Salidas
- Norte: Av. Gral. Manuel M. López y Eje 10 Sur Av. Tláhuac, Barrio Santa Ana Zapotitlán.
- Sur: Eje 10 Sur Av. Tláhuac y Calle Las Bodas de Fígaro, Colonia Miguel Hidalgo.

### Conexiones
Existen conexiones con las estaciones y paradas de diversos sistemas de transporte:
Red de Transporte de Pasajeros de la Ciudad de México
- Módulo 4 Alcaldía Iztapalapa:
  - Ruta 162 (Santa Catarina - Constitución de 1917).